# Governo Meta I
Il governo Meta I è stato il 59º governo dell'Albania, in carica dal 28 novembre 1999 al 6 settembre 2001.

## Compagine di governo

### Appartenenza politica
L'appartenenza politica dei membri del Governo, al momento della formazione, era la seguente:
| Partito | Partito                                 | Primo ministro | Vice primo ministro | Ministri | Totale |
| ------- | --------------------------------------- | -------------- | ------------------- | -------- | ------ |
|         | Partito Socialista d'Albania            | 1              | 1                   | 7        | 9      |
|         | Partito Socialdemocratico d'Albania     | -              | -                   | 2        | 2      |
|         | Partito Alleanza Democratica            | -              | -                   | 2        | 2      |
|         | Indipendenti                            | -              | -                   | 2        | 2      |
|         | Partito dell'Unione per i Diritti Umani | -              | -                   | 1        | 1      |
|         | Partito Agrario d'Albania               | -              | -                   | 1        | 1      |
| Totale  | Totale                                  | 1              | 1                   | 15       | 17     |

## Composizione
Al momento dell'insediamento, il Governo era composto da 15 ministri (esclusi il Primo ministro e il Vice Primo ministro).
| Carica                                         | Titolare | Titolare                                        | Titolare                                    |
| ---------------------------------------------- | -------- | ----------------------------------------------- | ------------------------------------------- |
| Primo ministro                                 |          |                                                 | Ilir Meta (PSSH)                            |
| Vice primo ministro Lavoro e politiche sociali |          |                                                 | Makbule Çeço (PSSH)                         |
| Esteri                                         |          |                                                 | Paskal Milo (PSD)                           |
| Finanze                                        |          |                                                 | Anastas Angjeli (PSSH)                      |
| Ordine pubblico                                |          |                                                 | Spartak Poçi (PSSH) Fino al 09/11/2000      |
| Ordine pubblico                                |          | Ilir Gjoni (PSSH) Dal 09/11/2000                |                                             |
| Difesa                                         |          |                                                 | Luan Hajdaraga (PSSH) Fino all'08/07/2000   |
| Difesa                                         |          | Ilir Gjoni (PSSH) Dall'08/07/2000 al 09/11/2000 |                                             |
| Difesa                                         |          | Ismail Lleshi (PSSH) Dal 09/11/2000             |                                             |
| Economia pubblica e privatizzazioni            |          |                                                 | Zef Preçi (Indipendente) Fino al 14/01/2000 |
| Economia pubblica e privatizzazioni            |          | Mustafa Muçi (AD) Dal 14/01/2000                |                                             |
| Cooperazione economica con l'estero            |          |                                                 | Ermelinda Meksi (PSSH)                      |
| Giustizia                                      |          |                                                 | Ilir Panda (PSSH) Fino all'08/07/2000       |
| Giustizia                                      |          | Arben Imami (AD) Dall'08/07/2000                |                                             |
| Lavori pubblici                                |          |                                                 | Arben Demeti (AD) Fino all'08/07/2000       |
| Lavori pubblici                                |          | Ilir Zela (PSSH) Dall'08/07/2000 al 09/11/2000  |                                             |
| Lavori pubblici                                |          | Spartak Poçi (PSSH) Dal 09/11/2000              |                                             |
| Trasporti                                      |          |                                                 | Ingrid Shuli (PSD) Fino al 20/05/2000       |
| Trasporti                                      |          | Sokol Nako (PSSH) Dal 20/05/2000 al 20/04/2001  |                                             |
| Trasporti                                      |          | Viktor Doda (PSSH) Dal 20/04/2001               |                                             |
| Affari locali                                  |          |                                                 | Bashkim Fino (PSSH)                         |
| Agricoltura                                    |          |                                                 | Lufter Xhuveli (PASH)                       |
| Istruzione                                     |          |                                                 | Et'hem Ruka (PSSH)                          |
| Salute                                         |          |                                                 | Leonard Solis (PBDNJ)                       |
| Cultura, gioventù e sport                      |          |                                                 | Edi Rama (Indipendente) Fino al 26/10/2000  |
| Cultura, gioventù e sport                      |          | Esmeralda Uruçi (PSSH) Dal 26/10/2000           |                                             |
| Ministro di Stato presso il Primo Ministro     |          |                                                 | Preç Zogaj (AD) Fino al 15/01/2000          |
| Ministro di Stato presso il Primo Ministro     |          | Ilir Zela (PSSH) Dal 15/01/2000 all'08/07/2000  |                                             |
| Ministro di Stato presso il Primo Ministro     |          | Ndre Legisi (PSSH) Dall'08/07/2000              |                                             |